# Film religijny

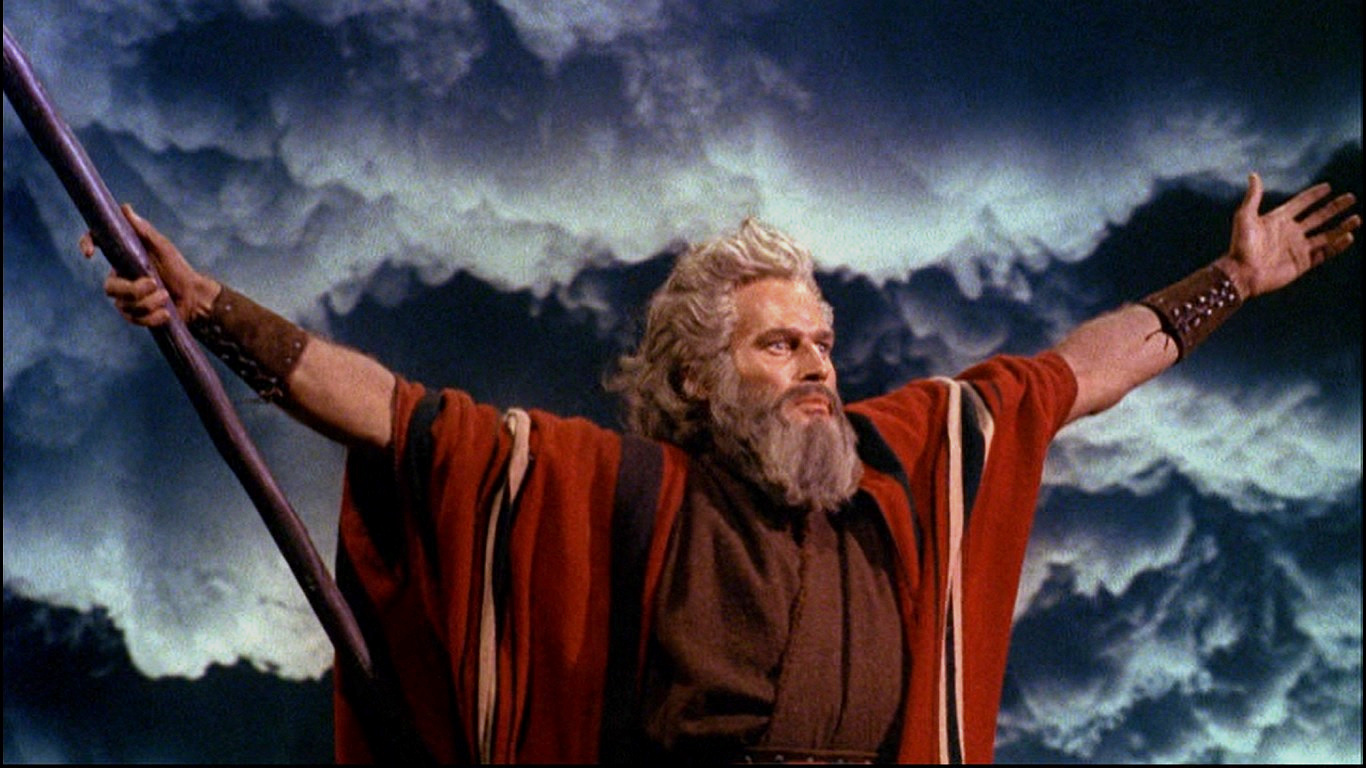
Kadr z filmu biblijnego Dziesięcioro przykazań (1956)

Film religijny – gatunek filmowy ze względu na tematykę, która dotyczy szerokiego spektrum religijności człowieka (film o tematyce religijnej).
W zależności od religii za filmy religijne uznane będą takie, które przedstawiają historię życia założyciela religii (film biograficzny), ważnych dla historii wyznania przedstawicieli, ukazujące aspekty życia religijnego, duchowość, tradycje, święte księgi itp.
Filmami religijnymi mogą być zarówno filmy fabularne, jak i dokumentalne, a także zapisy filmowe wydarzeń religijnych, jak np. w chrześcijaństwie czy islamie pielgrzymki. Szczególnym rodzajem filmu religijnego jest film biblijny.

## Przykłady filmów religijnych

### Chrześcijaństwo
- Fotodrama stworzenia z lat 1912–1913
- Brat Słońce, siostra Księżyc Franco Zeffirellego z 1972
- Abraham Josepha Sargenta z 1993
- Pasja Mela Gibsona z 2004
- Jan Paweł II Johna Kenta Harrisona z 2005